# شتاینا
شتاینا (به آلمانی: Steina) یک شهر در آلمان است که در باوتسن واقع شده‌است. شتاینا ۱٬۸۰۱ نفر جمعیت دارد.